# Białoruś na Letnich Igrzyskach Olimpijskich 2004
Białoruś na Letnich Igrzyskach Olimpijskich 2004 w Atenach reprezentowało 151 sportowców (82 mężczyzn i 69 kobiet), którzy wystąpili w 20 dyscyplinach sportu. Był to trzeci występ Białorusi na letnich igrzyskach olimpijskich.

## Zdobyte medale
Reprezentacja Białorusi zdobyła 15 medali: 2 złote, 6 srebrnych i 7 brązowych. Po zakończeniu igrzysk za stosowanie dopingu zdyskwalifikowani zostali między innymi medaliści: Iwan Cichan (srebro w rzucie młotem) i Iryna Jatczanka (brąz w rzucie dyskiem). Białoruś zajęła 26. miejsce w klasyfikacji medalowej (18. pod względem ilości zdobytych medali).
| Medal  | Zawodnik                             | Dyscyplina           | Konkurencja                      |
| ------ | ------------------------------------ | -------------------- | -------------------------------- |
| Złoto  | Julija Nieściarenka                  | Lekkoatletyka        | bieg na 100 m                    |
| Złoto  | Ihar Makarau                         | judo                 | kat. 100 kg                      |
| Srebro | Mahamied Aryphadżyjeu                | boks                 | kat. 81 kg                       |
| Srebro | Wiktar Zujeu                         | boks                 | kat. 91 kg                       |
| Srebro | Kaciaryna Karsten                    | Wioślarstwo          | jedynka kobiet                   |
| Srebro | Andrej Rybakou                       | podnoszenie ciężarów | kat. 85 kg                       |
| Srebro | Hanna Baciuszka                      | podnoszenie ciężarów | kat. 63 kg                       |
| Brąz   | Raman Piatruszenka i Wadzim Machnieu | kajakarstwo          | K-2 500 m                        |
| Brąz   | Natalla Cylinska                     | kolarstwo            | 500 m                            |
| Brąz   | Julija Biczyk i Natalla Hielach      | Wioślarstwo          | dwójka bez sternika              |
| Brąz   | Siarhiej Martynau                    | strzelectwo          | karabin małokalibrowy leżąc 50 m |
| Brąz   | Tacciana Stukaława                   | podnoszenie ciężarów | kat. 63 kg                       |
| Brąz   | Wiaczasłau Makaranka                 | Zapasy               | styl klasyczny kat. 84 kg        |

## Skład kadry

### Boks
Waga musza
- Bato-Munko Wankiejew – 1. runda

Waga kogucia
- Chaważy Chacyhau – 2. runda

Waga piórkowa
- Michaił Biernadski – 2. runda

Waga lekkociężka
- Mahamied Aryphadżyjeu – srebrny medal

Waga ciężka
- Wiktar Zujeu – srebrny medal

Waga superciężka
- Alaksandr Apanasienok – 2. runda

### Gimnastyka

#### Mężczyźni
Wielobój indywidualnie
- Dzianis Sawienkou – 42. miejsce
- Iwan Iwankou – 65. miejsce

Ćwiczenia na podłodze
- Dzianis Sawienkou – odpadł w eliminacjach

Skok
- Dzianis Sawienkou – odpadł w eliminacjach

Poręcz
- Iwan Iwankou – 4. miejsce
- Dzianis Sawienkou – odpadł w eliminacjach

Drążek
- Iwan Iwankou – odpadł w eliminacjach
- Dzianis Sawienkou – odpadł w eliminacjach

Kółka
- Iwan Iwankou – odpadł w eliminacjach
- Dzianis Sawienkou – odpadł w eliminacjach

Koń z łęgami
- Iwan Iwankou – odpadł w eliminacjach
- Dzianis Sawienkou – odpadł w eliminacjach

Trampolina
- Dzmitryj Polarusz – 4. miejsce
- Mikałaj Kazak – odpadł w eliminacjach

#### Kobiety
Wielobój indywidualnie
- Julija Tarasienka – odpadła w eliminacjach

Ćwiczenia na podłodze
- Julija Tarasienka – odpadła w eliminacjach

Skok
- Julija Tarasienka – odpadła w eliminacjach

Poręcz
- Julija Tarasienka – odpadła w eliminacjach

Równoważnia
- Julija Tarasienka – odpadła w eliminacjach

Trampolina
- Tacciana Piatrienia – odpadła w eliminacjach

Gimnastyka artystyczna indywidualnie
- Ina Żukawa – 7. miejsce
- Swiatłana Rudałowa – 10. miejsce

Gimnastyka artystyczna drużynowo
- Natalla Alaksandrauna, Jauhienija Burło, Hłafira Marcinowicz, Złatisława Niersieśjan, Halina Nikandrowa, Maryja Popłyko – 4. miejsce

### Jeździectwo
Ujeżdżenie
- Iryna Lis – 24. miejsce

### Judo
Mężczyźni
- Siarhiej Nowikau – odpadł w eliminacjach, waga ekstralekka
- Anatolij Łariukow – odpadł w eliminacjach, waga półciężka
- Siarhiej Szundzikau – odpadł w eliminacjach, waga ciężka
- Siarhiej Kucharenka – odpadł w eliminacjach, waga ciężka
- Ihar Makarau – złoty medal, waga ciężka
- Juryj Rybak – odpadł w eliminacjach, waga ciężka

Kobiety
- Tacciana Maskwina – odpadła w eliminacjach, waga ekstralekka

### Kajakarstwo

#### Mężczyźni
K-2 500 m
- Raman Piatruszenka, Wadzim Machnieu – brązowy medal

K-1 500 m
- Raman Piatruszenka, Alaksiej Abałmasau, Dziamian Turczyn, Wadzim Machnieu – 6. miejsce

C-1 500 m
- Alaksandr Żukouski – 4. miejsce

C-1 1000 m
- Alaksandr Żukouski – odpadł w eliminacjach

C-2 500 m
- Alaksandr Kuriandzuk, Alaksandr Bahdanowicz – 6. miejsce

C-2 1000 m
- Alaksandr Kuriandzuk, Alaksandr Bahdanowicz – odpadli w eliminacjach

#### Kobiety
K-2 500 m
- Hanna Puszkowa, Alena Biec – 9. miejsce

### Kolarstwo

#### Mężczyźni
Wyścig indywidualny ze startu wspólnego
- Alaksandr Usau – nie sklasyfikowany

Wyścig indywidualny na dochodzenie
- Wasil Kiryjenka – 13. miejsce

Wyścig punktowy
- Jauhien Sobal – 12. miejsce

#### Kobiety
Wyścig indywidualny ze startu wspólnego 
- Zinaida Stahurska – 19. miejsce
- Wolha Hajewa – 45. miejsce

Sprint
- Natalla Cylinska – 5. miejsce

500 m
- Natalla Cylinska – brązowy medal

### Lekkoatletyka

#### Mężczyźni
Maraton
- Azat Rakipau – nie ukończył

Chód na 20 km
- Jauhienij Misiula – 19. miejsce
- Iwan Trocki – 23. miejsce
- Andrej Tałaszka – 35. miejsce

Chód na 50 km
- Andrej Sciepanczuk – 19. miejsce

Skok wzwyż
- Hienadzij Maroz — odpadł w eliminacjach
- Alaksiej Łesniczi — odpadł w eliminacjach

Trójskok
- Dzmitryj Walukiewicz — odpadł w eliminacjach
- Alaksandr Hławacki — odpadł w eliminacjach

Pchnięcie kulą
- Andrej Michniewicz – 4. miejsce
- Juryj Białou – 5. miejsce
- Pawał Łyżyn – odpadł w eliminacjach

Rzut dyskiem
- Wasil Kapciuch – 4. miejsce
- Alaksandr Małaszewicz – odpadł w eliminacjach
- Leanid Czarauko – odpadł w eliminacjach

Rzut młotem
- Wadzim Dziewiatouski – 4. miejsce
- Ihar Astapkowicz – 9. miejsce
- Iwan Cichan – DSQ

Dziesięciobój
- Alaksandr Parchomienka – 20. miejsce

#### Kobiety
100 m
- Julija Niesciarenka – złoty medal

200 m
- Natalla Safronnikawa – odpadła w eliminacjach

400 m
- Swiatłana Wusowicz – odpadła w eliminacjach

5000 m
- Wolha Kraucowa – odpadła w eliminacjach

4 × 100 m
- Julija Niesciarenka, Natalla Safronnikawa, Alena Nieumiarżycka, Aksana Drahun – 5. miejsce

4 × 200 m
- Natałla Sałahub, Iryna Chlustawa, Swiatłana Wusowicz, Hanna Kazak, Kaciaryna Stankiewicz – odpadły w eliminacjach

Chód na 20 km
- Marharyta Turawa – 4. miejsce
- Alena Hińko – 9. miejsce
- Walentina Cybulska – 15. miejsce

Trójskok
- Natałla Safronowa – 13. miejsce

Pchnięcie kulą
- Nadzieja Astapczuk – 4. miejsce
- Natalla Michniewicz – 5. miejsce

Rzut dyskiem
- Elina Zwierawa – odpadła w eliminacjach
- Iryna Jatczanka – DSQ

Rzut młotem
- Wolha Candar – 6. miejsce
- Maryja Smalaczkowa – odpadła w eliminacjach
- Swiatłana Sudak – odpadła w eliminacjach

Rzut oszczepem
- Natalla Szymczuk – odpadła w eliminacjach

Siedmiobój
- Natalla Sazanowicz – nie sklasyfikowana

### Łucznictwo
Zawody indywidualne mężczyzn:
- Anton Prilepow – 9. miejsce

Zawody indywidualne kobiet:
- Hanna Karasiowa – 37. miejsce

### Pięciobój nowoczesny
Mężczyźni
- Dzmitryj Mielach – 5. miejsce

Kobiety
- Taciana Mazurkiewicz – 9. miejsce
- Halina Baszłakowa – 21. miejsce

### Pływanie

#### Mężczyźni
50 m stylem dowolnym
- Stanisłau Niewiarouski – 33. miejsce

100 m stylem dowolnym
- Stanisłau Niewiarouski – 29. miejsce

200 m stylem dowolnym
- Jahor Sałabutau – 37. miejsce

100 m stylem motylkowym
- Pawał Łahun – 26. miejsce

#### Kobiety
50 m stylem dowolnym
- Swiatłana Chochława – 15. miejsce

100 m stylem dowolnym
- Alena Popczanka – 8. miejsce
- Hanna Szczerba – 13. miejsce

200 m stylem dowolnym
- Alena Popczanka – 11. miejsce

4 × 100 m stylem dowolnym
- Swiatłana Chochława, Iryna Niafiodawa, Hanna Szczerba, Maryja Szczerba – 11. miejsce

100 m stylem grzbietowym
- Swiatłana Chochława – 25. miejsce

100 m stylem klasycznym
- Ina Kapiszyna – 18. miejsce

200 m stylem klasycznym
- Ina Kapiszyna – 16. miejsce

100 m stylem motylkowym
- Alena Popczanka – 7. miejsce

200 m stylem zmiennym
- Hanna Szczerba – 9. miejsce

### Pływanie synchroniczne
Duety:
- Kryscina Nadziedzina-Markowicz, Anastasija Własienko – 19. miejsce

### Podnoszenie ciężarów

#### Mężczyźni
- Witalij Dzierbianiou – 4. miejsce, waga kogucia
- Siarhiej Łaurenau – 6. miejsce, waga lekka
- Andrej Rybakou – srebrny medal, waga lekkociężka
- Alaksandr Aniszczanka – 6. miejsce, waga lekkociężka
- Michaił Audziejeu – 9. miejsce, waga ciężka

#### Kobiety
- Nastassia Nowikawa – 5. miejsce, waga piórkowa
- Hanna Baciuszka – srebrny medal, waga średnia
- Tacciana Stukaława – brązowy medal, waga średnia

### Skoki do wody

#### Mężczyźni
Wieża 10 m
- Siarhiej Kuczmasou – 25. miejsce
- Alaksandr Warłamau – 30. miejsce

Trampolina 3 m
- Alaksandr Warłamau – 27. miejsce
- Andrej Mamontou – 30. miejsce

### Strzelectwo

#### Mężczyźni
Pistolet pneumatyczny 10 m 
- Igor Basinski – 11. miejsce
- Kanstancin Łukaszyk – 13. miejsce

Pistolet 50 m
- Igor Basinski – 15. miejsce
- Kanstancin Łukaszyk – 37. miejsce

Karabin pneumatyczny 10 m
- Wital Bubnawicz – 24. miejsce

Karabin małokalibrowy 3 postawy 50 m 
- Siarhiej Martynau – 29. miejsce
- Wital Bubnawicz – 33. miejsce

Karabin małokalibrowy leżąc 50 m
- Siarhiej Martynau – brązowy medal
- Juryj Szczierbaciewicz – 24. miejsce

Ruchoma tarcza 10 m
- Andrej Kazak – 7. miejsce
- Andrej Wasiljeu – 13. miejsce

#### Kobiety
Pistolet pneumatyczny 10 m
- Julija Siniak – 10. miejsce
- Wiktoryia Czajka – 16. miejsce

Pistolet 25 m
- Julija Siniak – 25. miejsce
- Wiktoryia Czajka – 32. miejsce

### Szermierka

#### Mężczyźni
Szpada
- Dzmitryj Łapkies – 4. miejsce

#### Kobiety
Floret
- Wita Silczanka – 24. miejsce

### Tenis stołowy

#### Mężczyźni
Singiel
- Uładzimir Samsonau  – 9. miejsce

#### Kobiety
Singiel
- Wiktoryja Paułowicz  – 9. miejsce

Debel
- Tacciana Łohacka, Wieranika Paułowicz – 17. miejsce
- Tacciana Kostromina, Wiktoryja Paułowicz – 17. miejsce

### Tenis ziemny
Singiel mężczyzn
- Maks Mirny – 9. miejsce
- Uładzimir Wauczkou – 33. miejsce

Debel mężczyzn
- Maks Mirny, Uładzimir Wauczkou – 9. miejsce

### Wioślarstwo

#### Mężczyźni
czwórka podwójna
- Waleryj Radziewicz, Stanisłau Szczarbaczenia, Pawał Szurmiej, Andrej Plaszkou – 6. miejsce

#### Kobiety
Jedynka
- Kaciaryna Karsten – srebrny medal

dwójka bez sternika
- Julija Biczyk, Natalla Hielach – brązowy medal

czwórka podwójna
- Maryja Brieł, Tacciana Nariełik, Wolha Bierazniowa, Maryja Worona – 7. miejsce

### Zapasy

#### Mężczyźni
- Alaksandr Kikiniou – 15. miejsce, 74 kg st.wolny
- Wiaczasłau Makaranka – brązowy medal, 84 kg st.wolny
- Siarhiej Lisztwan – 12. miejsce, 96 kg st.wolny
- Andrej Czechauskoj – 18. miejsce, 120 kg st.wolny

- Gierman Kontojew – 15. miejsce, 55 kg st.klasyczny
- Murad Hajdarau – nie sklasyfikowany, 74 kg st.klasyczny
- Siarhiej Borczanka – 14. miejsce, 84 kg st.klasyczny
- Aleksiej Szemarow – 7. miejsce, 96 kg st.klasyczny
- Barys Hrynkiewicz – 17. miejsce, 120 kg st.klasyczny

#### Kobiety
- Wolha Chilko – 6. miejsce, 63 kg st.wolny

### Żeglarstwo
Europe
- Taciana Drazdouska – 20. miejsce